# Курганний могильник «Ляхова могила»

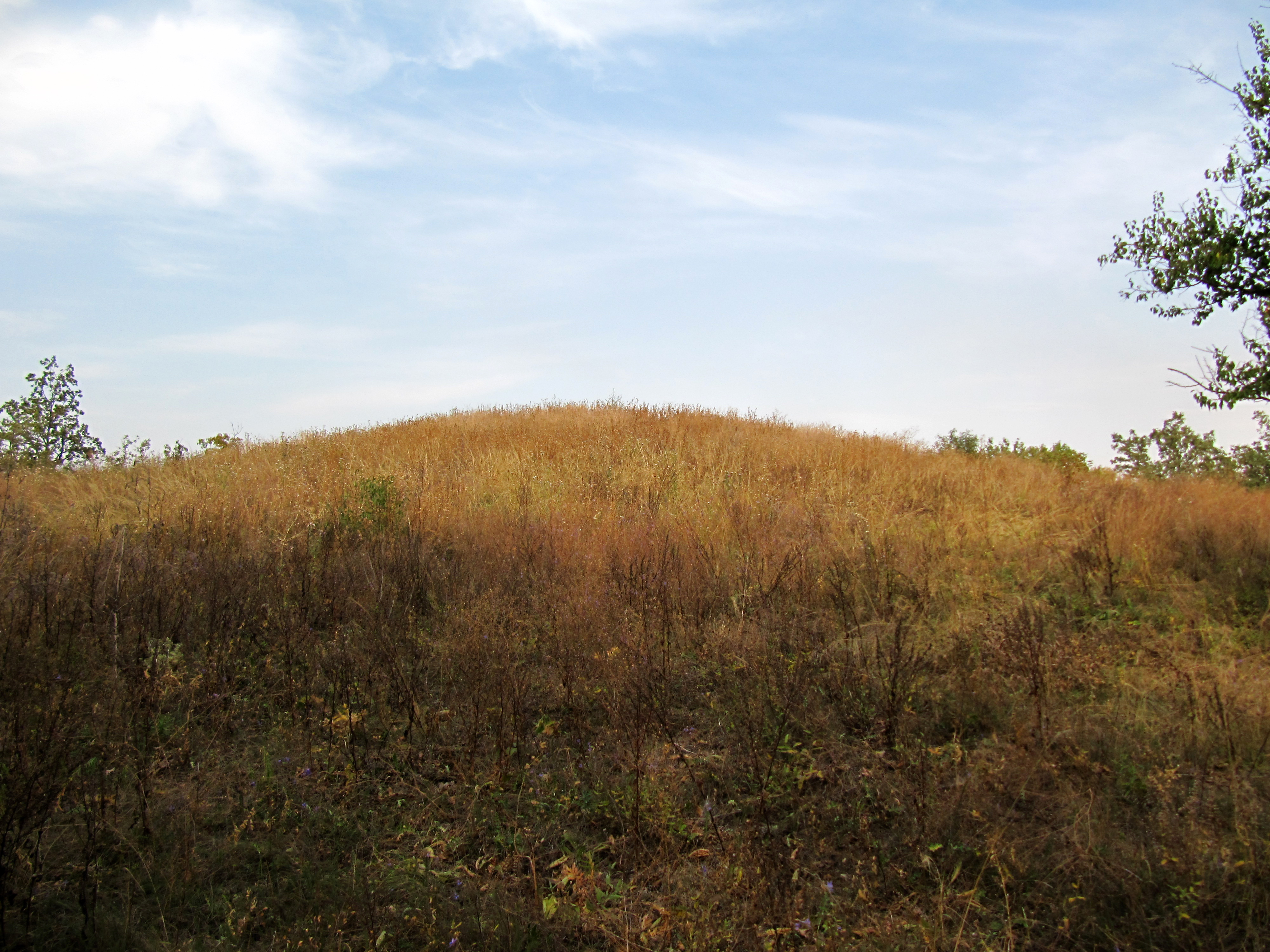
Курган «Ляхова могила»

Курганний могильник «Ляхова могила» (8 курганів, найбільший висотою 8,3 м, діаметром 162 м). Група курганів розташована на високому правобережному плато першого вододілу ріки Інгулець, за 2,5 км на північний схід від залізничної станції Мусіївка та за 0,9 км на південь від берегової лінії Карачунівського водосховища. Кургани розташовані ланцюгом зі сходу на захід протягом 0,25 км. В 120 м на схід від кургану «Ляхова могила» розташовано святилище «Гірка».

## Передісторія
Імовірно, назва кургану походить від прізвища (або прізвиська) козака Андрія Ляха, зимівник якого розташовувався на території сучасної південно-західної околиці Центрально-Міського району міста Кривого Рогу.
У XIX столітті спроби дослідити курган робив Кноррінг — власник землі, на якій розташовані кургани.
Курган «Ляхова могила» було виявлено у 1983 році археологом О. О. Мельником. Відноситься до епохи бронзи.
Щорічно у вересні (з 1998 року) біля кургану проходить посвята в історики студентів історичного факультету Криворізького державного педагогічного університету.

## Пам'ятка
Курган «Ляхова могила» висотою 8,3 м, північний схил більш крутий, а південний — пологий. За В. Ярошевським, курган наприкінці XIX століття мав такі розміри: довжина окружності — 207 саж; діаметр — 56 саж; висота — 5-6 саж (тобто, близько 11-12 м). На сплощеній вершині збереглась яма прямокутної форми від пункту тріангуляції розмірами 1,7×1,5 м, глибиною 0,9 м. У верхній частині також виявлені сліди запливлих ям від сучасних покопок глибиною до 1 м і 2-2,5 м у поперечнику. Поверхня насипу задернована, на південному, східному і західному схилах (на полі) — одиничні дерева.
Курган 1 розташований у 25 м на захід від «Ляхової могили», висотою 2,4 м, неправильно-овальної в плані форми, розмірами 28×26 м, поздовжньою віссю орієнтований з півночі на південь. В центрі сучасна яма розмірами 5,5×3,5 м, глибиною до 1,5 м. Поверхня кургану поросла деревами, задернована. По східному схилу проходить польова дорога. На кургані зроблені дерев'яні споруди у вигляді стіни з кругляків стволів дерев.
Курган 2 розташований у 25 м на південний захід від кургану 1. Висота 0,6 м. Розкопаний в 2006 р. експедицією Криворізького історико-краєзнавчого музею, досліджено 2 поховання доби бронзи і 1 кімерійське.
Курган 3 розташований у 20 м на південь від кургану 2 і в 30 м на захід від кургану 1. Висота до 0,3 м. У північно-західному секторі — сучасна траншея розмірами 3,0×0,8 м, глибиною 0,7 м. У відвалах аналогічні куски каменю.
Курган 4 розташований у 40 м на захід від кургану 3 і в 60 м на захід від кургану 1. Висота до 0,3 м, поверхня насипу заросла деревами.
Курган 5 розташований у 20 м на південний захід від кургану 4 і в 90 м на південний захід від кургану 1. Висота до 0,3 м, насип поріс деревами, маловиразний.
Курган 6 Висотою 0,3 м,  розташований у 30 м на схід від «Ляхової могили» і в 90 м на південний захід від святилища «Гірка».
Курган 7 розташований у 50 м на північ — північний схід від валу святилища «Гірка». Насип висотою до 0,2 м, поріс деревами.
Курган 8 розташований у 80 м на північний схід від східного сектору валу святилища «Гірка». Висота 0,6 м, діаметр 25 м. Поверхня задернована, поросла деревами.